# Jonas Lauwiner
Jonas Lauwiner, né le 15 septembre 1994 à Unterseen, est un informaticien et propriétaire foncier suisse, surnommé le « roi de Suisse ».
Il se fait connaître dans les années 2020 pour avoir acquis par usucapion de nombreuses parcelles sans maîtres dans plusieurs cantons suisses, et fondé « l'empire Lauwiner » sur ces dernières.

## Biographie
Jonas Lauwiner est le fils d'un Valaisan originaire de la commune de Ried-Mörel dans le canton du Valais et d'une Marocaine (pays dont il a également la nationalité). Il grandit dans l'Oberland bernois, ainsi que dans le canton de Zoug, et n'a pas fait son service militaire. Il effectue un apprentissage d'automaticien, avec une formation supplémentaire dans la gestion d'entreprise.
Il travaille comme chef de projet en informatique pour une entreprise américaine de pharmaceutique,. 
Lors des élections communales bernoises de 2024, il est élu au législatif de sa commune de Berthoud, comme unique candidat de sa liste « König Jonas Lauwiner im Dienst für die Burgdorfer ». Il ne parvient cependant pas à se faire élire président de la commune,.

## Propriété foncière

### Origine
L'intérêt de Jonas Lauwiner pour la propriété foncière commence lorsqu'il reçoit en cadeau de son père, pour son 20e anniversaire, une parcelle de 840 m2 dans le canton du Valais. Lorsqu'il essaie de racheter la parcelle voisine quelques années plus tard, il découvre au registre foncier que cette dernière est une « chose sans maître », c'est à dire que son dernier propriétaire en a abandonné la propriété (déréliction). Par usucapion, il en devient alors propriétaire, et commence à rechercher et acquérir d'autres biens sans maître, dans plusieurs cantons. 

### Création de l'empire Lauwiner
« Fasciné par les royaumes », il décide alors de fonder une micro-nation symbolique nommée « Empire Lauwiner » sur les terres ainsi acquises, dont il s'autoproclame roi sous le nom de Jonas Ier Lauwiner. Il organise une cérémonie de couronnement dans l'église de Nydegg (de) à Berne en 2019, frappe sa propre monnaie (le « Vellar Impérial »), et organise une armée en uniforme ; il dispose également de plusieurs canons ainsi que d’un ancien blindé allemand. Il installe son « palais » dans une de ses acquisitions, une ancienne usine de peinture à Oberburg, située sur une parcelle polluée de 5 800 m2. Son empire reste toutefois purement symbolique et ne revendique aucune indépendance de la Suisse,.
Il désigne ses acquisitions comme des « campagnes » et commence par acquérir 50 parcelles en 2021, puis continue régulièrement ses acquisitions. En 2025, Jonas Lauwiner est ainsi propriétaire de 149 terrains et 83 routes, pour 114 000 m2, répartis dans neuf cantons, principalement entre ceux du Valais et de Berne, mais également aussi de Lucerne et Schwytz,. Il déclare interrompre ses acquisitions en 2025, ces dernières étant par ailleurs freinées dans les communes bas-valaisannes ou fribourgeoises.

### Controverses
Lauwiner met en place un système de monétisation de ses acquisitions. Il loue ainsi ses forêts à des entreprises forestières, ou leur donne le droit d'en exploiter le bois contre entretien. Il décide également de faire payer aux utilisateurs de ses routes un droit de passage, ce qui provoque une controverse dans le canton de Lucerne, dont les riverains de deux villages sont concernés,. Lauwiner se défend en invoquant les frais d'entretien à sa charge et la légalité de sa démarche. En 2025, plusieurs élus interpellent le gouvernement lucernois en lui demandant de trouver une solution ; ces discussions donnent une certaine renommée médiatique à Jonas Lauwiner. Ce dernier propose également aux communes concernées de lui racheter les routes en question (pour des prix dépassant les 100 000 CHF), ou une donation contre le renommage des routes en « Lauwinerstrasse ».